# Witch It
Witch It — німецька відеогра про хованки. Зараз гра находиться у ранньому доступі. Гра була випущена 31 травня 2017 року компанією Daedalic Entertainment.

## Ігровий процес
Гравці діляться на дві команди: мисливці та відьми. На початку гри кожен обирає собі по дві здібності.

### Режими гри
- Hide And Seek — по стандарту відьмам дається 25 секунд на те щоби сховатися від мисливців, поки відьми ховаються мисливці знаходяться в зачиненій кімнаті. По закінченню 25 секунд мисливцям дається 4 хвилини на пошук усіх відьом.
- Mobification — теж саме що і Hide And Seek, але після того, як відьму вбили вона стає мисливцем.
- Hunt A Hag — теж саме що і Hide And Seek, але без здібностей, мисливці використовують зброю для ближнього бою.
- Fill A Pot — відьми повинні заповнити 3 з 5 чарівні казани, а мисливці повинні не дати їм цього зробити.
- Creative — у цьому режимі можна створювати власні рівні та доповнювати вже наявні мапи.

### Здібності

#### Мисливці
Всі здібності мають перезавантаження.
Здібності пересування:
- Гак — ним можна підійматися на вершини.
- Стрибок — стрибає вперед, якщо поряд його місця приземлення була відьма їй наноситься шкода.

Здібності для заважання відьмам:
- Курка — кукурікає якщо поруч є відьма.
- Часник — якщо відьма у зоні часнику, то вона не може користуватися своїми здібностями, відьми не можуть проходити крізь цю зону.
- Притягувач — притягує до себе всі предмети.

#### Відьми
У відьом є мана яка тратиться під час виконання здібностей.
Здібності пересування:
- Мітла — Відьми можуть летіти угору і в сторони деякий час.
- Вселення — Відьма вселяється у предмет.

Здібності для заважання мисливцям:
- Двійник — відьма робить свого безсмертного двійника яким можна деякий час керувати.
- Гриби — відьма стріляє у мисливця грибами і якщо попаде в мисливця, то його екран буде плавати.
- Жахливий ведмідь — відьма стріляє у мисливця кулькою і як попаде в мисливця то він втратить зір.

## Критика

### Steam
У Steam гра оцінюється на 9 з 10. Усього понад 4000 відгуків. Більшість з них позитивні.

### Metacritic
На сайті Metacritic люди оцінили гру на 7 з 10.